# وسترهوت ۴۹
[[]]
وسترهوت ۴۹ (انگلیسی: Westerhout 49) در اخترشناسی (که به عنوان W49 نیز شناخته می‌شود)، یک منبع رادیویی حرارتی کهکشانی قوی است که این مشخصه یک منطقه اچ ۲ است. این منبع در سال ۱۹۵۸ توسط اخترشناس گارت وسترهوت کشف شد.
فاصله وسترهوت ۴۹ حدود ۱۱٫۱ پارسک یا ۳۶٬۰۰۰ سال نوری تخمین زده شده است. و در صفحه کهکشانی تقریباً به همان فاصله خورشید از مرکز کهکشانی قرار دارد. این منطقه با منطقهٔ غول پیکر منطقه اچ ۲ ان‌جی‌سی ۳۶۰۳ مقایسه شده است که تقریباً نصف فاصله آن است. تابش‌های غیر حرارتی یافت شده است که گمان می‌رود از بقایای یک ابرنواختر قدیمی باشد. خروجی‌های مولکولی گاز و همچنین میزرهای H2O (آب) شناسایی شده است. هیچ مشابه نوری هنوز کشف نشده است. در حالی که این تا حدودی به دلیل جذب بین ستاره‌ای است، هر گونه خوشه‌بندی فشرده ستارگان در چنین فاصله‌ای در صفحه کهکشانی به سختی از پس‌زمینه عمومی قابل تشخیص است.